# 井上定雄
井上 定雄（いのうえ さだお、1902年1月1日 - 1985年8月23日）は、日本の実業家。京王帝都電鉄（現：京王電鉄）代表取締役社長（第2代）。京王プラザホテル代表取締役社長（初代）。東急車輛製造（現：総合車両製作所）取締役。
西新宿（淀橋浄水場跡地）で初の超高層ビルとなった京王プラザホテルの創業者であり、“西新宿をつくった男”の異名がある。京王帝都電鉄の初代社長であった三宮四郎の後任として、1960年代の高度成長期に京王帝都電鉄と京王グループの発展に寄与した。
京王電気軌道の実力者で30年の長きにわたって社長を務めた井上篤太郎とは、同姓であるが血縁関係は無い。旧京王電気軌道ではなく、旧小田急電鉄の出身者である。

## 来歴
愛媛県北宇和郡喜佐方村の大雷神社の宮司の三男として生まれる。関西学院、第三高等学校を経て、京都帝国大学に進み、卒業した。
その後上京して、東京山手急行電鉄（後の帝都電鉄、現在の京王井の頭線）に入社。合併により、所属が小田急電鉄、東京急行電鉄と変わり、終戦時は、東急京王支社長の職にあり、東急京王線の戦後復興に尽力する。
1946年6月1日、大東急が分割解体され、東急の第2会社として京王帝都電鉄が新たに発足。井上は専務取締役に就任した。大東急の分割再編成にあたり、東急社内は再編案を巡り紛糾する。京王線は、旧・京王電気軌道の主力事業である電灯電力供給事業が強制的に国家移管され、戦前の有力子会社が東急によって売却されており、京王線の運営だけでは独立採算が危ぶまれたからである。そこで、井上は旧・小田急系であった井の頭線を京王線の線区に移管して、京王線・井の頭線を運営する新会社京王帝都電鉄を発足させる再編案を提案した。これには当時公職追放中であった五島慶太元社長も難色を示し、特に井上の出身母体である旧・小田急系からはかなりの反発が出たが、井上は旧・帝都電鉄の従業員たちの説得に奔走。結局東急専務（後、副社長、東映社長）である大川博がこの再編案を取り纏めて、新会社の発足を実現させた。
1957年4月15日、京王帝都電鉄の初代取締役社長であった三宮四郎社長が退任（日映事件をきっかけに東急会長五島慶太の逆鱗に触れて更迭されたとされる）、同年5月18日に後任として井上が2代目の取締役社長に就任した。
社長在任中は、京王線新宿駅および新宿駅～初台駅間線路の地下化、新型車両（初代京王5000系、京王3000系）の導入、高尾線の建設、西東京バス設立、京王ストアや京王百貨店、京王プラザホテルの開業、京王桜ヶ丘住宅地の開発など、社業の発展に敏腕を振るい、京王が戦前からの軌道線事業者から大手私鉄へと飛躍する時期を牽引してゆく役割を果たした。
特に京王プラザホテルの建設にあたっては、当時事実上の親会社であった東急の社長で、京王の取締役でもあった五島昇が難色を示した。地下3階、地上47階、建築費140億円という日本最大のホテル建設構想は、ホテル経営に精通した五島からすれば常識を超える発想であった。メインバンクからは「開業後10年間は赤字」と苦言を呈され、社外監査役も反対していた。しかし井上は五島らを説き伏せ、1971年に開業にこぎつけたのである。なお、五島昇は京王プラザホテルの取締役に就任し、井上の事業に協力した。
1969年5月26日、社長職を小林甲子郎副社長に譲り、京王プラザホテルの社長に専念した。西新宿一帯の淀橋浄水場廃止後の広大な跡地の開発は遅々として進んでいなかったが、京王プラザホテルの開業を契機に一気に開発が進み超高層ビル街となった。晩年は、自ら陣頭指揮を執って開発した京王桜ヶ丘住宅地（東京都多摩市桜ヶ丘）に住み、1985年に83歳で死去した。
なお、京王線聖蹟桜ヶ丘駅は特急停車駅であり（京王ライナー運行開始後はライナー停車駅でもある）、「京王の社長が住んでいるから特急の停車駅になった」と語られることがあるが誤りで（都市伝説の一種）、京王が開発した桜ヶ丘住宅地の最寄駅として特急電車を停車させ、その住宅地に井上ら京王の幹部社員が移り住んだというのが事実である。なお1988年3月14日には、京王帝都電鉄本社が新宿3丁目から聖蹟桜ヶ丘駅前へ移転している。